# Diodote II
 (avril 2014).
Si vous disposez d'ouvrages ou d'articles de référence ou si vous connaissez des sites web de qualité traitant du thème abordé ici, merci de compléter l'article en donnant les références utiles à sa vérifiabilité et en les liant à la section « Notes et références ».
Diodote II Théos (en grec ancien ΔΔιόδοτος Θεός) est un roi du royaume gréco-bactrien ayant régné de 238 ou 234 à 230 ou 221 av. J.-C.

## Biographie

### Corégence avec son pèreDiodoteIer
Il est le fils de Diodote Ier auquel il succéda vers 238 av. J.-C. D’après les monnaies, il semble que Diodote II fut associé très tôt au pouvoir, comme corégent, dès l’époque de l’émancipation du pouvoir séleucide de son père vers 250 av J.-C., ce qui explique les portraits jeune / vieux des monnaies avec la légende d‘Antiochos II. Pour Frank Holt, Diodote II organisa un second atelier de frappe de monnaies (atelier B) où il put graver son portrait et ainsi mieux se faire connaître de la population des colons grecs.
On ne sait s'il participa à la victoire contre l’invasion des nomades parthes de son père.

### Règne deDiodoteII

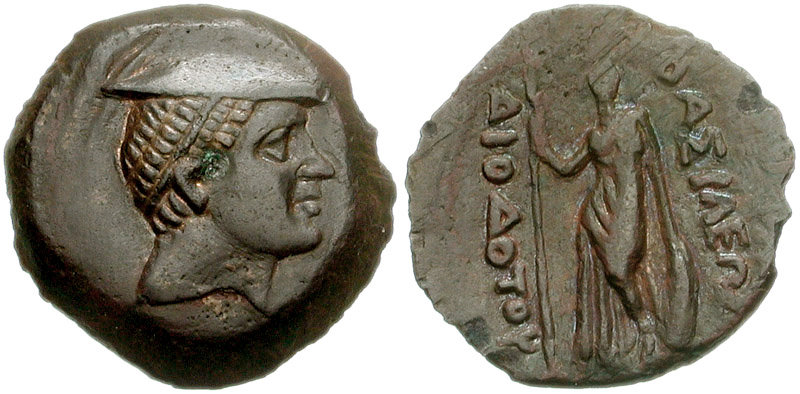
Monnaie de Diodotus II.

À la mort de Diodote Ier v. 238 av. J.-C., Diodote II prit la succession de son père. Il héritait d’un vaste territoire comprenant les provinces de Bactriane, de Margiane, ainsi que de Sogdiane, toujours officiellement sous le pouvoir séleucide, c’est-à-dire de Séleucos II, bien que les monnaies fussent toujours frappées du nom de son prédécesseur Antiochos II.
Diodote Ier avait amorcé la transition entre la province séleucide et le royaume indépendant. Sur les monnaies frappées en Bactriane, il avait changé le portrait du roi séleucide par le sien et avait remplacé le type de l’Apollon séleucide en un Zeus foudroyant mais en gardant le nom du roi séleucide Antiochos II. Il semble que ce soit à la mort de son père que Diodote II décida de franchir le pas que son père n’avait pas osé en frappant des monnaies en son nom avec le titre de roi.

### Relations avec les Parthes

#### Retournement d'alliance
Les Parthes, après avoir été repoussés de Bactriane par Diodote Ier, s’étaient installés dans la satrapie de Parthiène, coupant les voies de communication directe de Syrie vers la Bactriane.
Cette invasion était un grave danger pour les Séleucides, menaçant le plateau iranien dont la satrapie de Médie.
C’était aussi un danger pour la Bactriane, limitant les communications vers le monde hellénistique (commerce, colons, artisans, artistes…) et menaçant la frontière de l’ouest.
Il semble donc que Diodote Ier et le roi séleucide Séleucos II Kallinikos aient projeté une attaque conjointe contre les Parthes. Néanmoins, Diodote Ier mourut avant l’expédition. Son fils, Diodote II renversa l’alliance et fit la paix avec Tiridate Ier, roi des Parthes, frère et successeur d’Arsace Ier, fondateur de la dynastie arsacide. Les Parthes purent ainsi concentrer leurs forces contre l’attaque séleucide. Séleucos II Kallinikos attaqua vers 228 av. J.-C. Après une défaite initiale, Séleucos contre-attaqua et réussit à refouler Arsace qui trouva refuge dans la steppe, peut-être auprès des Sakas. La route était ouverte pour châtier Diodote II de Bactriane. Mais de nouvelles complications occidentales empêchèrent le roi séleucide d’exploiter son succès, sûrement l’invasion de l’Asie Mineure séleucide d’Antiochos Hiérax par Attale Ier de Pergame ou la tentative de son frère d’envahir la Syrie. 
En 227 av. J.-C., Séleucos II Kallinikos dut retourner rapidement en Occident. Le roi séleucide fit la paix avec Arsace qui reconnaît sa suzeraineté. Mais une fois les Séleucides partis, Arsace se déclara roi de Parthie. La tentative de reprise de contrôle des hautes satrapies avait échoué.
« Soulagé par la mort de Diodote, Arsace fit la paix et conclut une alliance avec son fils appelé aussi Diodote. Peu de temps plus tard, le Parthe fut attaqué par Séleucos qui désirait mater les rebelles mais Arsace fut vainqueur. Les Parthes célébrèrent ce jour comme le début de leur liberté ».
On peut supposer que Diodote II profita de l’échec du roi séleucide en envahissant l’Arie encore fidèle au pouvoir séleucide (on sait que du temps d’Euthydème, cette province faisait partie du royaume de Bactriane).

#### Motifs de l'alliance avec les Parthes
Contrairement à son père qui ne s’était pas proclamé officiellement roi et frappait toujours monnaie au nom d’Antiochos, Diodote II prit officiellement le titre de roi sur les monnaies. Il était donc clairement en rébellion contre le pouvoir séleucide. On peut donc supposer que Diodote II craignant que Séleucos II n’attaque la Parthie puis la Bactriane, ne le punisse de sa rébellion. Diodote II avait donc intérêt à une victoire parthe et à la constitution d’un royaume tampon entre la Bactriane et le royaume séleucide. F. Holt associe la couronne que l’on voit sur des monnaies de Diodote à la victoire contre les Parthes. C’est pourquoi Diodote II enleva sur ses monnaies la référence à la défaite de son nouvel allié.
Pour F. Holt, l’alliance avec les Parthes est à relier avec l’usurpation et la guerre civile d’Euthydème. Pour tenter de sauver son royaume, Diodote II s’allia avec les ennemis de son père. Mais cette alliance fut de peu d’efficacité car les Parthes furent occupés par l’attaque séleucide.

### Révolte d'Euthydème

#### Position de Tarn
Tarn suppose que vers 246, Séleucos II aurait donné une de ses sœurs à Diodote Ier pour s’assurer de sa fidélité, comme il donna deux autres de ses sœurs aux rois du Pont et de Cappadoce pour sceller leurs alliances. Diodote II était le fils de Diodote Ier d’un précédent mariage. La sœur de Séleucos II, veuve du défunt roi Diodote Ier à la cour de Diodote II, ne pouvait rester sans rien faire devant l’alliance bactrienne avec les Parthes contre les Séleucides. Elle maria sa propre fille à Euthydème, sûrement un des satrapes (de Sogdiane ?) de Diodote et le persuada de tuer Diodote II pour trahison envers les Grecs. Euthydème de Magnésie élimina Diodote II, sans doute avec le soutien populaire (car son alliance avec les Parthes ne pouvait être bien vue par les Grecs) le détrôna vers 230 et lui succéda.

#### Autre analyse
- Si vous ne connaissez pas le sujet, laissez ce bandeau (vous pouvez alors contacter les auteurs).
- Si vous supprimez le contenu mis en cause (vous pouvez préalablement contacter les auteurs),

argumentez précisément cette suppression dans la page de discussion
(un manque de référence n'est pas un argument ; une recherche réelle de référence doit avoir été effectuée, être formellement documentée).
La légitimité de Diodote II reposait sur son lien filial avec son père, le défunt roi. Il avait de plus été associé au pouvoir au côté de son père, frappant monnaies avec son portrait. Que se passa-t-il pour qu’il perde la confiance des colons grecs ? On peut avancer plusieurs hypothèses, sa politique d’indépendance envers le pouvoir séleucide, son alliance avec les Parthes comme le suppose Tarn, une défaite militaire, des problèmes économiques ? Mais il fallait en plus un personnage puissant, charismatique, ambitieux  pour profiter de cette faiblesse. Cet homme fut Euthydème, grec originaire de Magnésie, satrape des Diodote de la région de Sogdiane. Un peu comme cela se passa pour la Bactriane séleucide, on peut imaginer que la Sogdiane diodotide prit petit à petit son indépendance. Euthydème prit de plus en plus de pouvoir jusqu’à envisager de détrôner son roi. Il avait l’avantage de contrôler une force armée puissante et expérimentée, la Sogdiane étant une région frontalière.
Pour lutter contre l’usurpateur et affirmer sa légitimité, Diodote II frappa d’après F. Holt des monnaies commémoratives de son père, Diodote Ier. Comme l’indiquent les monnaies commémoratives d’Agathoclès, il se fit appeler « Theos » le Dieu et surement organisa un culte royal. Néanmoins, ceci ne suffit pas et Diodote II fut surement tué au cours d’une bataille par Euthydème qui prit le diadème royal.
La date de la fin de règne Diodote, diverge selon les auteurs, selon Polybe, Euthydème prit le pouvoir en éliminant Diodote II vers 230 av. J.-C. Selon Strabon, la révolte d’Euthydème se passa en même temps que la guerre fratricide séleucide vers 223/221 av. J.-C. On a trouvé à Aï Khanoum des traces d’attaques qui sont datées de 225 av. J.-C.[réf. nécessaire] et qui pourraient correspondre à la révolte d’Euthydème. Des traces d’incendie, ainsi que du travail de sape ont été identifiés sur les remparts de la ville.

## Monnaies de Diodote

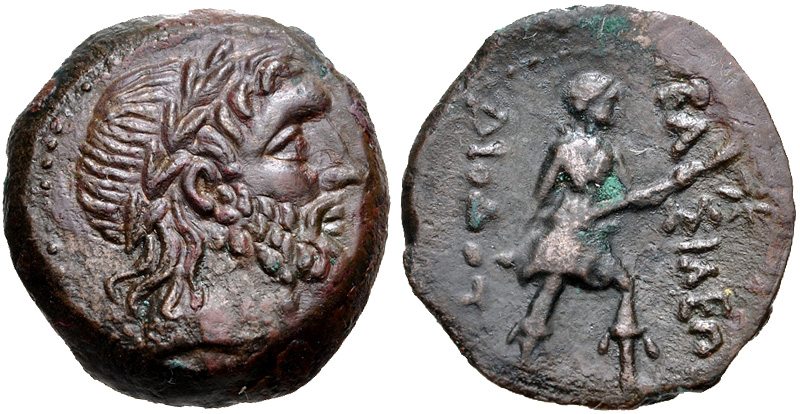
Monnaie Diodotos II, Ai Khanoum.

Il est très difficile de faire la différence entre les monnaies de Diodote Ier et Diodote II.[Passage contradictoire]

### Monnaies d'or et d'argent
- Portrait du roi séleucide Antiochos II / Apollon assis
- Portrait du roi séleucide Antiochos II / Zeus foudroyant au nom d’Antiochos II
- Portrait de Diodote / Zeus foudroyant au nom d’Antiochos II
- Portrait de Diodote / Zeus foudroyant au nom de Diodote Ier

### Monnaies de bronze
- Tête de Zeus / Artémis courant
- Tête d’Hermès / Athéna de face
- Aigle / carquois

### Monnaies commémoratives

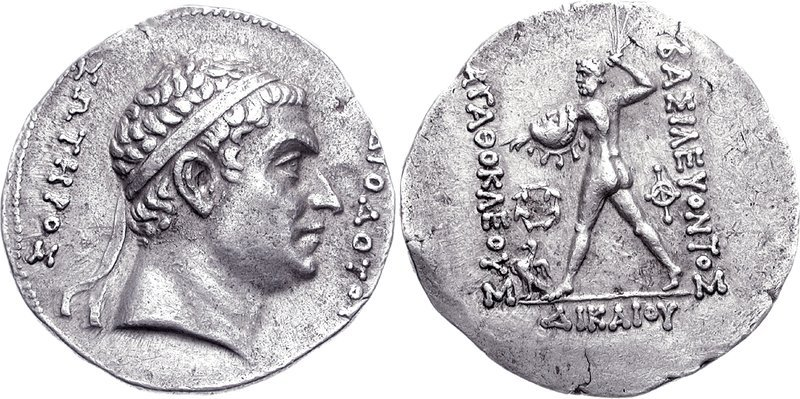
Monnaie commémorative d'Agathoclès pour Diodotus I "le Sauveur".

Grâce aux monnaies commémoratives d’Agathoclès, on sait qu’il y eut deux Diodote qui régnèrent sur la Bactriane, Diodote Soter et Diodote Théos, père et fils comme l’indique le nom. On peut supposer que le premier Diodote prit l’épithète prestigieux de Soter, « le Sauveur », sûrement pour illustrer son action dans la défense des Grecs et de l’hellénisme en Bactriane, exposés aux attaques des barbares nomades et menacés de destruction.
Ce titre fut utilisé plusieurs fois, par Ptolémée Ier qui aida Rhodes à se défendre contre l’attaque de Démétrios Poliorcète et Antiochos Ier car il avait sauvé l’Asie Mineure des Galates. De même, plus tard, les rois gréco-indiens Apollodotus et Ménandre prirent eux aussi l’épithète Soter. L’épithète de Théos fut utilisée par Antiochos II. On remarque donc que Diodote Ier / Diodote II prirent les mêmes épithètes qu’Antiochos Ier / Antiochos II, sûrement pour renforcer leur légitimité. On connaît une seule monnaie commémorative de Diodote II frappée par Agathoclès (185-170), représentant le buste de Diodotus II Theos et au revers, Zeus foudroyant. Agathoclès honora aussi Alexandre le Grand, Antiochos II, le fondateur du royaume gréco-bactrien Diodote Ier et Diodote II, Euthydémède, Démétrios et Pantaléon.
| Prédécesseur: Diodote Ier | Roi gréco-bactrien | Successeur: Euthydème Ier |